# ع الحلوة والمرة (مسلسل)
ع الحلوة والمرة هو مسلسل دراما لبناني سوري من إخراج فكرت قاضي وبطولة دانا مارديني، باميلا الكيك، جو طراد ونيكولا معوض. صدر المسلسل في 29 أغسطس 2021 على منصة شاهد.نت.

## نبذه
تعمل فرح موظفة في شركة لتنظيم حفلات الزفاف، وتتعرض لموقف صعب عندما تطلب منها رئيستها بالعمل تنظيم حفل زفاف الرجل الذي تخلى عنها وهرب يوم زفافهما قبل خمس سنوات، فتتحول حياتها لكابوس مريع.

## طاقم العمل
- دانا مارديني بدور فرح
- باميلا الكيك بدور لانا
- جو طراد بدور وسام
- نيكولا معوض بدور ريان
- سلمى المصري بدور شيريهان
- أحمد الأحمد بدور فاروق
- كارمن لبس بدور أسما